# Schefflera insculpta
Schefflera insculpta är en araliaväxtart som beskrevs av David Gamman Frodin. Schefflera insculpta ingår i släktet Schefflera och familjen araliaväxter. Inga underarter finns listade.